# Draco quadrasi
Draco quadrasi är en ödleart som beskrevs av  Oskar Boettger 1893. Draco quadrasi ingår i släktet flygdrakar, och familjen agamer. IUCN kategoriserar arten globalt som livskraftig. Inga underarter finns listade i Catalogue of Life.